# Sedum pedicellatum
Sedum pedicellatum es una pequeña planta suculenta perenne, de la familia de las crasuláceas. 

## Características
Es una planta anual, glabra, glauca o pardusca. Raíz principal ± desarrollada. Tallo de (2,5)3-8(12) cm, erecto, ramificado al menos en la parte superior. Hojas (2)2,5- 5(5,5) x 1,5-2,5 mm, alternas, ovoideo-cilíndricas, glaucas. Inflorescencia en cima laxa, largamente pedunculada. Flores pentámeras; pedicelos (2)2,5- 5(6,5) mm, filiformes, flexuosas. Sépalos 1,5-2,5 mm, soldados en la base, obovado- orbiculares, obtusos, glaucos. Pétalos (2,5)2,7-3,5(4) mm, libres, elípticos, blancos o rosados con el nervio medio más obscuro. Estambres 10, ligeramente más cortos que los pétalos. Folículos 2,5-3 mm, erectos, papilosos en la cara ventral; estilo corto. Semillas 3-7 por folículo, 0,3-0,8 mm, apiculados, testa lisa o estriada longitudinalmente; ápice agudo. Tiene un número de cromosomas de 2n = 22, 28.

## Distribución y hábitat
Se encuentra en pastos terofíticos de montaña; a una altitud de 600-2000 metros en la península ibérica. Sistema Central, Sistema Ibérico, Montes de Toledo, montañas del N de Portugal, S de Galicia y W de León. 

## Taxonomía
Sedum pedicellatum fue descrita por Boiss. & Reut. y publicado en Diagnoses Plantarum Novarum Hispanicarum 24. 1842.
Etimología
Ver: Sedum
pedicellatum: epíteto latino de pedicellatus que significa "con pedicelo",  a causa de los tallos filiformes de la flor.
Sinonimia
- Oreosedum pedicellatum (Boiss. & Reut.) Grulich	[4]
- Oreosedum pedicellatum subsp. lusitanicum (Willk. ex Mariz) Velayos
- Sedum pedicellatum var. lusitanicum Willk. ex Mariz
- Sedum willkommianum R.Fern.